# Frida Stéenhoff

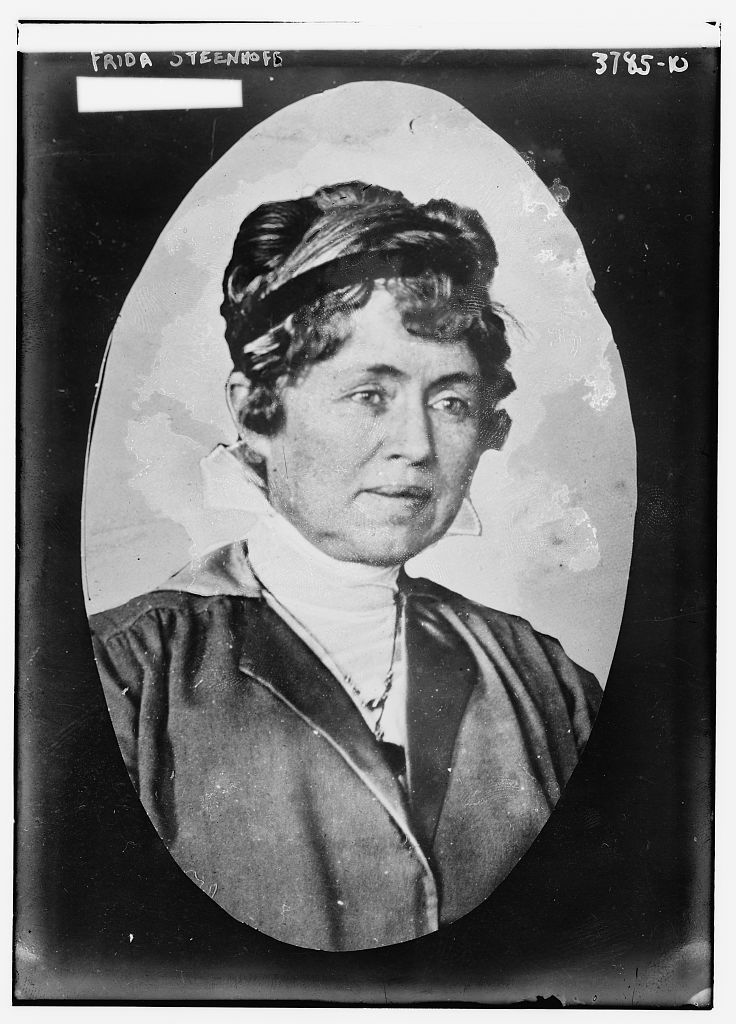
Frida Stéenhoff, um 1915

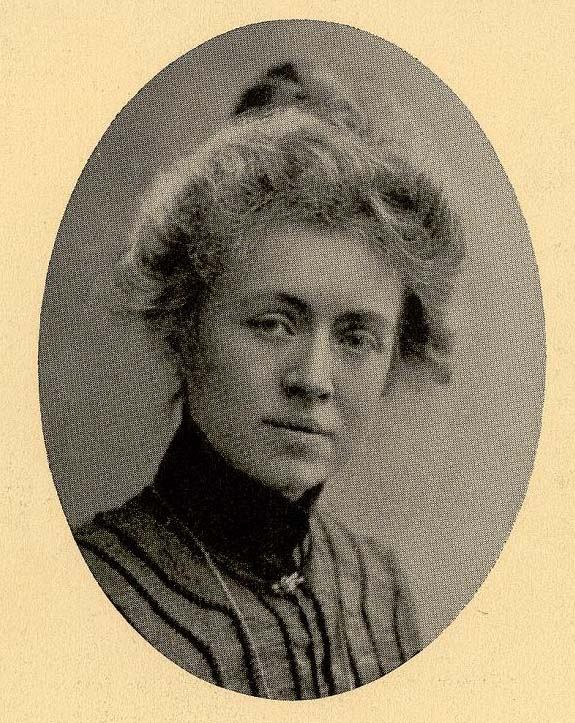
Frida steenhoff

Frida Stéenhoff-Wadström (* 11. Dezember 1865 in Stockholm, Schweden; † 22. Juni 1945 ebenda) war eine schwedische Frauenrechtlerin und Autorin. Sie veröffentlichte auch unter dem Pseudonym Harold Gote und beteiligte sich aktiv an der Frauenwahlbewegung, an mehreren humanitären Bewegungen und arbeitete aktiv an der Reform der Armenfürsorge der damaligen Zeit.

## Leben und Werk
Stéenhoff war eines von vier Kindern von Helga und Bernhard Wadström, der Vikar in der Stockholmer Klara-Gemeinde war, und war die ältere Schwester der Politikerin Ellen Hagen. Sie lebte 1883 bei einer Professorenfamilie in der Schweiz, um Französisch zu lernen und Malunterricht zu nehmen. Nach der Rückkehr besuchte sie bis 1886 ein Mädchengymnasium und heiratete 1887 den Arzt Gotthilf Stéenhoff, mit dem sie zwei Kinder bekam. Sie lebte mit ihm in Sundsvall, wo ihr Mann eine etablierte Arztpraxis hatte.

## Einführung des Konzepts des Feminismus in die schwedische Kulturdebatte des frühen 20. Jahrhunderts
Sie debütierte 1896 unter dem Pseudonym Harold Gote mit dem gesellschaftskritischen Drama Lejonets unge. Das Drama, das für die freie Liebe unter Verantwortung eintrat, löste eine lebhafte Debatte aus, die 1897 in der historischen Uraufführung in Sundsvall gipfelte. Sie schrieb darin über Verhütung, wobei die Verbreitung von Informationen über Verhütungsmittel damals verboten war.
1898 erschien ihr zweites Drama Sin næsstas hustru, in dem sie Mitgefühl und Treue als absolute Werte an sich hinterfragte. Im Gegensatz zu Lejonets unge schilderte dieses Stück ausschließlich ein Frauenschicksal und den Kampf um die Emanzipation der Frau. Sie wollte in ihren Texten nicht nur auf zeitgenössische Missstände im Bereich der Geschlechterverhältnisse hinweisen. Einer ihrer Grundgedanken war, dass die finanzielle Unabhängigkeit der Frau Voraussetzung für eine harmonische Mutterschaft sei. Sie behandelte dieses Problem 1903 in dem Drama Det heliga arfvet.
1903 hielt sie einen Vortrag über Feminismens moral, der das Wort und Konzept des Feminismus in Schweden einführte. Auf der Konferenz von 1903 bekräftigte sie damit, dass der Kampf für die Befreiung der Frau in eine neue Phase eingetreten sei. In Hvarför schola kvinner vätta? setzte sie sich 1905 dafür ein, das Wahlrechtssystem zu reformieren und alle Frauen, unabhängig von ihrer Klasse, als vollwertige Bürgerinnen der Gesellschaft einzubeziehen.
In ihren Vorträgen Den reglementerade prostitutionen (1904) und Penningen och kärleken (1908) plädierte sie für die Anwendung von Verhütungsmitteln, das Recht der Frauen auf Mutterschaft und Erwerbsarbeit sowie für die Verantwortung des Staates für Kinder.
Sie zog 1908 mit ihrer Familie für vier Jahre nach Oskarshamn, wo ihr Mann als Bezirksarzt angestellt worden war. Sie veröffentlichte zehn Texte, darunter drei Theaterstücke und eine Kurzgeschichte, und schrieb Artikel für verschiedene Zeitungen und Zeitschriften. Darüber hinaus engagierte sie sich auch im städtischen Suffragettenverein und war zeitweise Mitglied des Zentralkomitees von Landsföreningen för kvinnans politiska rösträtt (Landesverband für Frauenwahlrecht), dem auch ihre Schwester Ellen Hagen angehörte. 1911 nahm sie an einem internationalen Kongress in Dresden teil, hier wurde der Bund für Mutterschutz und Sexualreform gegründet und sie engagierte sich als Vorstandsmitglied. Nach ihrer Rückkehr nach Schweden gründete Stéenhoff den Föreningen för moderskydd och sexualreform (Verein für Mutterschaftsurlaub und Sexualreform), eine schwedische Abteilung der internationalen Organisation. Sie hielt viele Vorträge in Schweden, die oft als Broschüren veröffentlicht wurden, und besuchte ausländische Kongresse. Der Verein wurde 1916 aufgelöst und 1917 wurden Gesetze erlassen, die den Status unehelicher Kinder sicherten.
In den 1930er und frühen 1940er Jahren beteiligte sie sich weiterhin an öffentlichen Debatten. So veröffentlichte sie 1937 ein Buch mit dem Titel Objektiv stats- och könsmoral. Sie und ihr Mann waren Mitglieder des Tisdagsklubben und sie schrieb auch mehrere Artikel für die Zeitschrift Trots allt und trug zu einem 1934 veröffentlichten Buch mit dem Titel  Mot antisemitismen bei. 1943 hielt sie ihren letzten Vortrag in einer Radiosendung mit dem Titel Den nya moralens genombrott vid sekelskiftet. Ihr letztes Buch über die englische Feministin und Abolitionistin Josephine Butler wurde 1944 veröffentlicht.
Ihre Ansichten zur Gleichstellung von Mann und Frau in verschiedenen Bereichen waren jedoch zu radikal, um von der Mehrheit der Frauenbewegung akzeptiert zu werden. Sie stieß sowohl bei der bürgerlichen Fredrika-Bremer-Gewerkschaft als auch bei den meisten sozialdemokratischen Frauen auf Widerstand.
Im Mai 2022 wurde in Sundsvall in Erinnerung an Frida Stéenhoff eine Bronzeskulptur eingeweiht und im Museum von Sundvall eine Ausstellung eröffnet.

## Veröffentlichungen (Auswahl)
- Den smala vägen. Stockholm, 1910.[9]
- Det heliga arfvet: berättelse. Stockholm: Wahlström & Widstrand, 1903.
- Öknen. Stockholm: Wahlström & Widstrand, 1904.
- Kring den eviga elden. Stockholm, 1911.
- Ljusa bragder och mörka dåd. Stockholm: Åhlén & Åkerlund, 1915.
- Den reglementerade prostitionen ur feministisk synpunkt. Stockholm, 1904.
- Filippas öden. Stockholm: Wahlström & Widstrand, 1918.[10]
- Svek: tre vanvördiga akter om viss politik. Stockholm: Björck & Börjesson, 1933.
- Lejonets unge: nutidsskildring i fyra akter. Stockholm: Wahlström & Widstrand, 1886.
- Sin nästas hustru. Stockholm: Wahlström & Widstrand, 1898.
- Ärkefienden. Stockholm: Wahlström, 1900.
- Stridbar ungdom. Malmö, 1907.
- Den vita duvans samfund. Stockholm: Wahlström & Widstrand, 1908.
- Feminismens moral: föredrag hållet i Sundsvall d 30 juni 1903. Stockholm: Wahlström & Widstrand, 1903.
- Humanitet och barnalstring. Stockholm: Björck & Börjesson, 1905.
- Min fru: fru eller fröken. Stockholm: Björck & Börjesson, 1910.